# Droga krajowa nr 55 (Węgry)

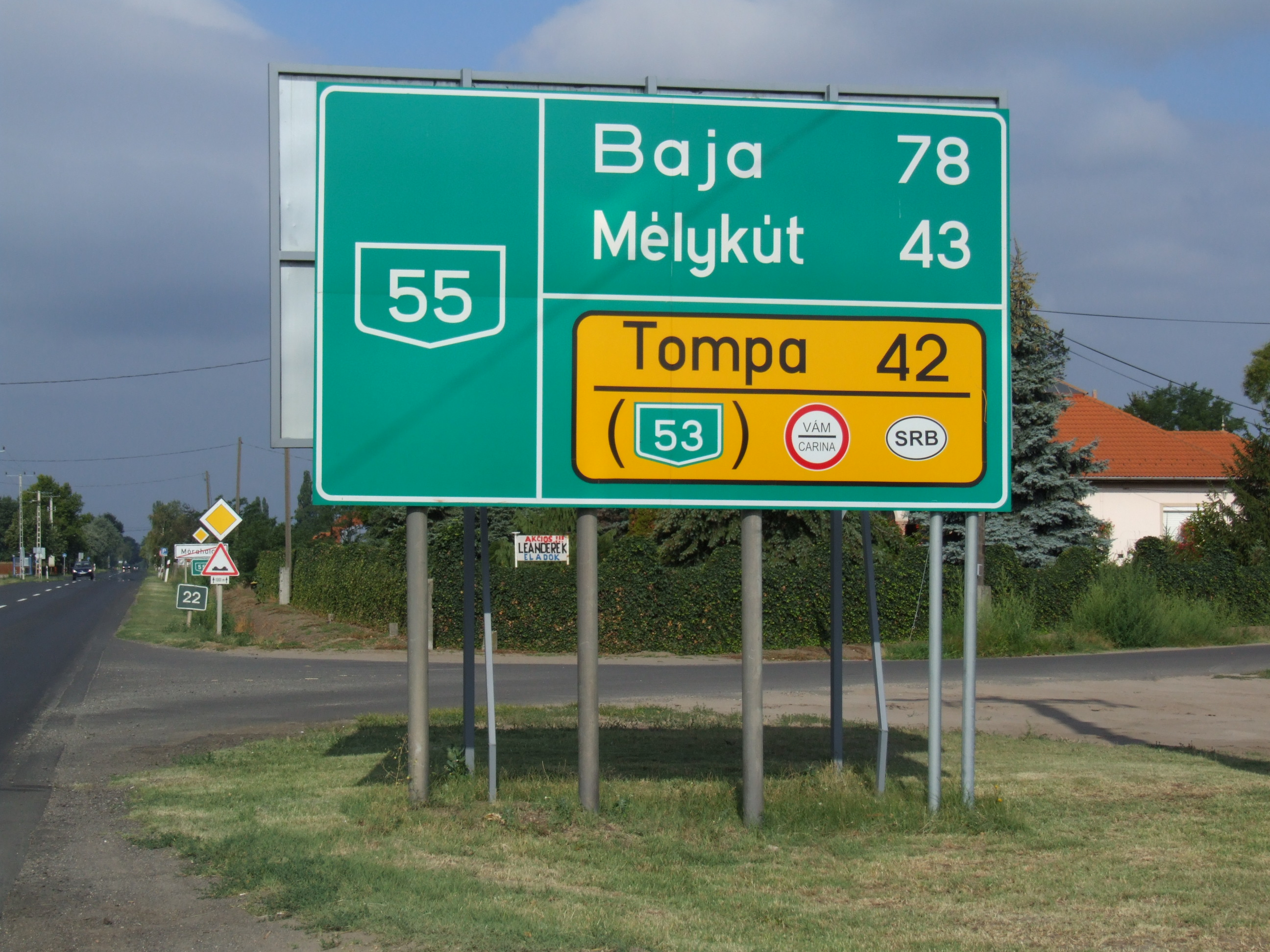
Tablica z odległościami w Mórahalom

Droga krajowa nr 55 (węg. 55-ös főút) – droga krajowa w komitatach Csongrád, Bács-Kiskun i Tolna w południowych Węgrzech. Długość - 122 km. Przebieg:
- Szeged – skrzyżowanie z 5 i z 502
- Domaszék – skrzyżowanie z M5 (węzeł Szeged nyugat - Domaszék)
- Mórahalom
- Kisszállás – skrzyżowanie z 53
- Baja – skrzyżowanie z 51; most na Dunaju
- Bátaszék – skrzyżowanie z 56